# Бхилвара (округ)
Бхилва́ра (англ. Bhilwara) — округ в индийском штате Раджастхан. Разделён на восемь подокругов. Административный центр округа — город Бхилвара. Согласно всеиндийской переписи 2001 года население округа составляло 2 009 516 человек. Уровень грамотности взрослого населения составлял 51,09 %, что ниже среднеиндийского уровня (59,5 %). Округ является крупным центром текстильной промышленности.